# ژان باپتیست لو بسکوند
ژان باپتیست لو بسکوند (انگلیسی: Jean-Baptiste Le Bescond؛ زادهٔ ۹ ژوئن ۱۹۸۰) بازیکن فوتبال سابق اهل فرانسه است که در پست هافبک بازی می‌کرد.
از باشگاه‌هایی که در آن بازی کرده‌است می‌توان به باشگاه فوتبال گنگام و باشگاه فوتبال پاریس اشاره کرد.